# 超時空亞當計畫
《超時空亞當計畫》（英語：The Adam Project）是一部2022年美國科幻動作喜劇片，講述一名男子為了父親而穿越時空回到過去，求助12歲的自己。電影由肖恩·利維執導，喬納森·特羅珀、托馬斯·諾林、詹妮弗·弗萊克特和馬克·萊文編寫劇本；萊恩·雷諾斯、馬克·魯法洛、珍妮佛·嘉納、獲加·斯高貝、凱瑟琳·基納和佐伊·索爾達娜主演。
電影的製作於2012年開始，本來由湯姆·克魯斯擔任主演，但電影隨後陷入了開發地獄，直到Netflix獲得了發行權。拍攝於2020年11月開始，2021年3月結束。《超時空亞當計劃》2022年3月9日在美國有限上映「僅一晚」，隨後於3月11日在Netflix上發行。電影在影評界獲得的評價褒貶不一。

## 劇情
在反烏托邦世界的2050年，戰鬥機飛行員亞當·瑞德偷了時空戰機並穿越時空到2018年，但他意外墜毀至2022年，並在此遇見了12歲的自己。12歲的亞當正因死於車禍的父親路易斯而變得叛逆，被雷和查克欺負，因打架而第三次停學，與母親保持距離。亞當不情願地請12歲的自己修理戰機，並透露他正在尋找他的妻子蘿拉，據說蘿拉在執行2018年的任務時死於墜機事故。
亞當正被反烏托邦世界的領袖瑪雅·索里安和保全副手克里斯托追捕，試圖逮捕亞當並帶回2050年，但蘿拉現身及時救了兩位亞當。蘿拉得知索里安回到了2018年並改變了過去，藉此掌控時間旅行和未來；她要亞當回到2018年摧毀路易斯創造的時間旅行，以拯救未來。索里安發動攻擊，蘿拉犧牲自己，讓兩位亞當得以逃脫。被索里安追趕的情況下，兩位亞當利用僅存的一次時間跳躍穿越至2018年。
2018年，亞當和12歲的自己尋求路易斯的幫助，但對方出於對科學對時間流的影響的擔憂而拒絕。12歲的亞當面對未來的自己，表示其痛苦和憤怒，這一切的根源是對父親去世的揮之不去的痛苦。當兩人企圖到索里安公司發起攻擊以摧毀路易斯的粒子加速器時，路易斯改變主意並加入了任務，取走使時間旅行實現的唯一演算法硬碟。三人成功取走硬碟，但索里安以及年輕的自己、克里斯托和士兵們出面阻止。當12歲的亞當成為人質時，索里安不小心用槍打中粒子加速器導致系統過載。克里斯托在隨後與亞當的戰鬥中，被吸入粒子加速器而死。索里安持槍對亞當等人作最後的威脅，但發射的穿甲彈因加速器的磁場反而使子彈轉向，射殺了年輕的自己，索里安也隨之滅亡。瑞德一家在裝置爆炸前逃脫。
隨著時間旅行的毀滅和未來的確定，路易斯選擇不了解自己的命運，並在亞當回到自己的時代之前與兩個時空的兒子一起玩傳接球遊戲。 2022 年，12歲的亞當現在生活在一個從未發生過停學的時間線中，他決定放下憤怒，修復與媽媽的關係，在上學前擁抱她。多年後，年長且快樂得多的亞當第一次遇到蘿拉，情況與他們在原始時間線中的第一次會面相同。

## 演員
| 演員                               | 角色                    | 備註                                                                                                 |
| 萊恩·雷諾斯 Ryan Reynolds          | 亞當·瑞德 Adam Reed     | 時間飛行員，冒著生命危險試圖揭開妻子失蹤的真相。                                                     |
| 獲加·斯高貝 Walker Scobell         | 亞當·瑞德 Adam Reed     | 12歲的亞當·瑞德。患有氣喘、常被欺負的叛逆孩子。                                                      |
| 馬克·魯法洛 Mark Ruffalo           | 路易斯·瑞德 Louis Reed  | 亞當之父，傑出的量子物理學家，時間旅行的創造者。                                                     |
| 珍妮佛·嘉納 Jennifer Garner        | 艾莉·瑞德 Ellie Reed    | 亞當之母。                                                                                           |
| 佐伊·索爾達娜 Zoe Saldana          | 蘿拉·瑞德 Laura Reed    | 亞當之妻。                                                                                           |
| 凱瑟琳·基納 Catherine Keener       | 瑪雅·索里安 Maya Sorian | 資助路易斯研究的商人，企圖從前者手中奪走研究，並在未來握有最高權勢。基納還透過返老來飾演年輕的自己。 |
| 小艾力克斯·馬拉里 Alex Mallari Jr. | 克里斯托 Christos       | 亞當和蘿拉的前同事，擔任索里安的無情保全副手。                                                       |

## 製作
該項目的待售劇本由托馬斯·諾林編寫。最初於2012年10月被宣佈時被稱為《我們名為亞當》（Our Name Is Adam）。而派拉蒙影業對收購這部電影產生了興趣。
電影2020年7月移至Netflix發行，肖恩·利維擔任導演，萊恩·雷諾斯主演。劇本的草稿由喬納森·特羅珀撰寫，之前的草稿由托馬斯·諾林、詹妮弗·弗萊克特和馬克·萊文撰寫。11月，珍妮佛·嘉納、佐伊·索爾達娜、馬克·魯法洛、凱瑟琳·基納、小亞歷克斯·馬拉里和獲加·斯高貝加入演出陣容。

### 拍攝
拍攝於2020年11月加拿大不列顛哥倫比亞省溫哥華開始。於2021年3月結束。

## 配樂
電影的原創配樂由羅伯·西蒙森在電影中的一首名為〈亞當計劃〉的曲目組成，該曲目於2022年3月3日作為單曲發行。

## 評價
在評論聚合網站的爛番茄上，206條評論中67%的評論是正面的，平均評分為6.1/10。該網站的共識是：「你以前看過萊恩·雷諾斯拍過類似的片，但《超時空亞當計劃》提供了巧妙的娛樂性，有時甚至是動人的科幻動作。」在Metacritic使用加權平均數，根據48位評論家給這部電影打了55分（滿分100分）「評價好壞不一」。
IGN的瑞恩·萊斯頓（Ryan Leston）給了9分（滿分10分），稱它是《回到未來》和《最後的星球鬥士》的混搭。《綜藝雜誌》的歐文·格萊伯曼寫道：「這部電影完全是小事一樁，但它往往是一部引人入勝的電影——一部帶有怪異浮力的驚險科幻冒險。」

### 收視率
據桑巴電視稱，300萬美國家庭在Netflix的第一個週末流媒體中觀看了《超時空亞當計劃》。桑巴電視還顯示，在此期間的前3天內，有384,000戶家庭觀看了這部電影。

## 外部連結
- 在Netflix上觀看《超時空亞當計畫》
- 互联网电影数据库（IMDb）上《超時空亞當計畫》的资料（英文）
- 豆瓣电影上《超時空亞當計畫》的資料 （简体中文）